# Al-Muwatta
Al-Muwatta (Arabisch: الموطأ, "platgetreden pad") geschreven in de 8e eeuw, door van Imam Malik ibn Anas. Is de eerste verzameling hadith-teksten die bestaat uit de onderwerpen van de islamitische wet, opgesteld door de imam, Malik ibn Anas. Al-Muwatta, het bekendste werk van Malik, was het eerste legale werk dat hadith en fiqh incorporeerde en combineerde.

## Omschrijving
Het wordt beschouwd als afkomstig uit de vroegst bestaande verzamelingen hadith die de basis vormen van de islamitische jurisprudentie naast de koran. Het boek behandelt rituelen, riten, gebruiken, tradities, normen en wetten van de tijd van de islamitische profeet Mohammed.
Naar verluidt heeft Imam Malik iets meer dan 1900 verhalen geselecteerd voor opname in de Muwatta, uit de 100.000 verhalen die hij tot zijn beschikking had.

## Geschiedenis
Vanwege de toenemende juridische verschillen, verzocht de kalief van die tijd, Abu Ja’far al-Mansur, Imām Mālik om een standaardboek te produceren dat in het land als wet kon worden afgekondigd. De imam weigerde dit, maar toen de kalief weer bij de Hijaz kwam, was hij krachtiger en zei: 
"O Abū‘ Abd Allāh, neem de heerschappij over de discipline van fiqh in jouw handen. Verzamel uw begrip van elk nummer in verschillende hoofdstukken voor een systematisch boek zonder de hardheid van ‘Abd Allāh b. ‘Umar, concessies en aanpassingen van Abd Allāh ‘Abbās en unieke opvattingen van Abd Allāh Mas'ūd. Uw werk moet een voorbeeld zijn van het volgende principe van de profeet: 'De beste kwesties zijn evenwichtig.' Het zou een compendium moeten zijn van de overeengekomen opvattingen van de metgezellen en de oudere imāms over de religieuze en juridische kwesties. Als je eenmaal zo'n werk hebt samengesteld, zouden we de moslims kunnen verenigen in het volgen van de enkele fiqh die door jou is gewerkt. We zouden het dan in de hele moslimstaat afkondigen. We zouden bevelen dat geen enkel lichaam zich ertegen verzet."
Historische rapporten bevestigen dat een andere Abbasiden-kalief, Hārūn al-Rashīd, ook soortgelijke wensen uitsprak voor Imām Mālik, die onbewogen bleef. Hij stelde echter Muwaṭṭa samen, waarbij hij zich het doel voor ogen hield om de juridische verschillen tussen de geleerden weg te nemen.